# Chaplin som gentlemantyv
Chaplin som gentlemantyv er en amerikansk stumfilm fra 1914 af Charlie Chaplin.

## Medvirkende
- Charles Chaplin - Charlie
- Edna Purviance - Nursemaid
- Leo White
- Leona Anderson
- Bud Jamison